# Carol Douglas
Carol Douglas (Nova Iorque, 7 de abril de 1948) é uma cantora norte-americana, cujo hit "Doctor's Orders" (1974) foi um dos pioneiros no gênero disco music.
"Doctor's Orders" se tornou um sucesso, atingindo # 2 na BillBoard Hot Dance/Disco, # 9 na R & B, e # 11 na Billboard Hot 100: O single também atingiu # 4 na França.

## Discografia

### Singles
- 1974: "Doctor's Orders" (#2 Disco, #9 R&B, #11 Pop)
- 1975: "A Hurricane Is Coming Tonite" (#14 Disco, #81 Pop)
- 1976: "Midnight Love Affair" b/w "Crime Don't Pay" (#1 Club Play Singles, #15 Disco, #102 Pop)
- 1976: "Headline News" (#5 Club Play Singles, #15 Disco)
- 1977: "Dancing Queen" (#35 Disco, #110 Pop)
- 1977: "I Want to Stay with You" b/w "Light My Fire" (#28 Club Play Singles)
- 1977: "We Do It" (#108 Pop)
- 1978: "Night Fever" (#15 Club Play Singles, #106 Pop)
- 1978: "Burnin'" (#11 Club Play Singles) - indicado ao Grammy Award em 1978
- 1979: "I Got the Answer" b/w Love Sick (#51 Club Play Singles)
- 1981: "My Simple Heart" (#45 Club Play Singles, #42 Disco)
- 1982: "You're Not So Hot" (#62 Club Play Singles)

### Álbuns
- 1975: The Carol Douglas Album - Midland International Records
- 1976: Midnight Love Affair - Midland International Records
- 1977: Full Bloom - Midsong International
- 1978: Burnin'  - Midsong International
- 1979: Come into My Life - Midsong International
- 1983: I Got Your Body-  Carrère, released in North America as Love Zone - Next Plateau Records
- 2005: Disco Queen: Greatest Hits - Classic World Productions